# Katherine Boo

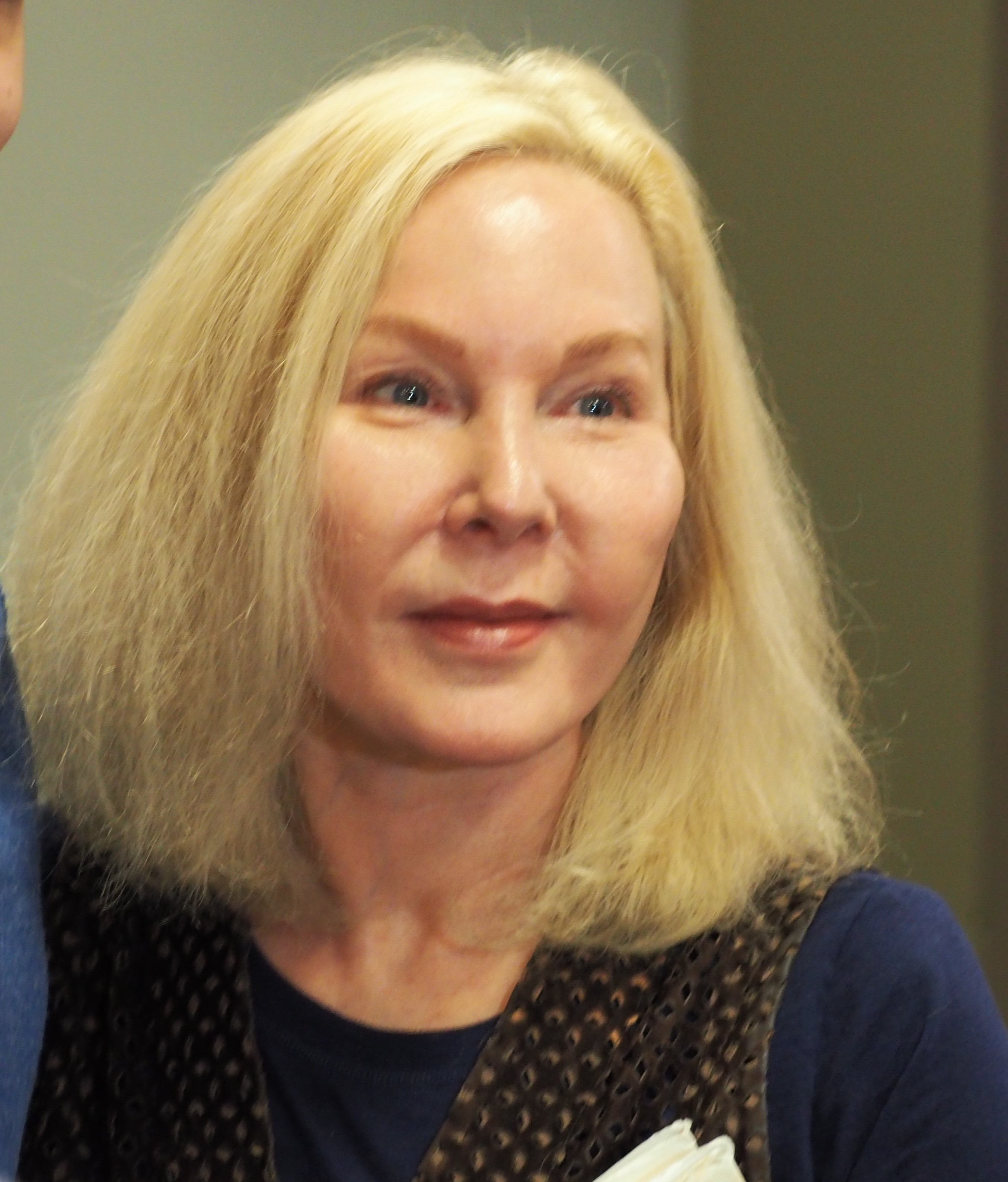
Katherine Boo 2018

Katherine „Kate“ J. Boo (geb. 12. August 1964) ist eine amerikanische Journalistin, die das Leben von Menschen in Armut dokumentiert hat. Sie wurde mit dem MacArthur Fellowship (2002) und dem National Book Award for Nonfiction (2012) ausgezeichnet, und ihre Arbeit wurde im Jahre 2000 mit dem  Pulitzer-Preis für ihre Artikel in der The Washington Post ausgezeichnet. Seit 2003 ist sie feste Autorin für das Magazin The New Yorker. Ihr Buch  Behind the Beautiful Forevers: Life, Death, and Hope in a Mumbai Undercity wurde mit Sachbuchpreisen des PEN, dem Los Angeles Times Book Prize 2012, dem The New York Public Library Helen Bernstein Book Award for Excellence in Journalism, dem Preis der American Academy of Arts and Letters sowie mit dem National Book Award for Nonfiction ausgezeichnet.

## Leben
Boo wuchs in und in der Nähe von Washington, D.C., auf und besuchte zwei Jahre lang das College of William and Mary, wechselte dann auf das Barnard College der Columbia-Universität und machte anschließend ihren Abschluss mit summa cum laude am Barnard College. Sie ist verheiratet mit dem Politikwissenschaftler Sunil Khilnani.
2021 wurde Boo zur Ko-Vorsitzenden des Pulitzer-Preis-Ausschusses gewählt.

## Bücher
- Behind the Beautiful Forevers: Life, Death, and Hope in a Mumbai Undercity. New York City: Random House (7. Februar 2012), ISBN 978-1-4000-6755-8.
- Deutsche Fassung: Annawadi oder Der Traum von einem anderen Leben. Aus dem Amerikan. von Pieke Biermann. Droemer, München 2012, ISBN 978-3-426-27592-4.